# Vuelta Independencia Nacional
La Vuelta a la Independencia Nacional es una carrera ciclista por etapas disputada en la República Dominicana en la última semana de febrero con motivo del festejo de la independencia de dicho país (27 de febrero de 1844). 
Su primera edición tuvo lugar en 1979 y fue ganada por el mexicano Bernardo Cólex. El ciclista con más ediciones ganadas es el dominicano Ismael Sánchez con 5 victorias.
La carrera ha formado parte del UCI America Tour en las ediciones de 2008 a 2012, de 2014 a 2017 y 2019. Como competencia de categoría nacional se ha celebrado recientemente en las ediciones de 2013, 2018 y desde 2020 en adelante.

## Palmarés
| Año                       | Ganador                   | Segundo                         | Tercero             |
| ------------------------- | ------------------------- | ------------------------------- | ------------------- |
| 1979                      | Bernardo Colex            | Luis Bueno                      | Marco Antonio López |
| 1980                      | Justo Galaviz             | Gilson Alvaristo                | Juan Arroyo         |
| 1981                      | Dale Stetina              | Russell Harrington              | Antonio Uzcategui   |
| 1982                      | Antonio Agudelo           | Juan Luis Rodríguez             | Raúl Acosta         |
| 1983                      | Salvador Rios             | Bernardo Colex                  | Tony Chanystein     |
| 1984                      | Antonio Agudelo           |                                 |                     |
| 1985                      | Gustavo Pardo             | Teodoro Sosa                    | Pastor Ortiz        |
| 1986                      | Ángel Noé Alayón          | Samuel Villamizar               | Rafael Díaz         |
| 1987                      | Marino García             | Teodoro Sosa                    | Wilfredo Tadeo      |
| 1988                      | Marino García             | Manuel Prieto                   | Robinson Merchán    |
| 1989                      | José Lindarte             | Mario Medina Varela             | José L. Torres      |
| 1990                      | Fernando Correa           | Mario Medina Varela             | José Lindarte       |
| 1991                      | José Vicente Ávila        | José Dario Hernández            | Alberto Cruz        |
| 1992                      | Omar Trompa               | Henry Ortiz                     | Julio César Aguirre |
| 1993                      | Oscar Mendoza             | Luis Barroso Gómez              | Roger Bordavere     |
| 1994 edición no realizada |                           |                                 |                     |
| 1995                      | Eliecer Valdés            | Iodis Tavárez                   | Osmani Álvarez      |
| 1996                      | Frank Agustin             | Matt Robins                     | Iván Meneses        |
| 1997                      | Eurico Parlsche           | Rolf Luber                      | Wendy Cruz          |
| 1998                      | Robinson Merchán          | Omar Pumar                      | Jürgen Werner       |
| 1999                      | Tommy Alcedo              | Nibaldo Enríquez                | Enrico Poitschke    |
| 2000                      | Alexis Méndez             | José Ibáñez                     | Julio César Rangel  |
| 2001                      | Manuel Guevara            | Heiko Szonn                     | Guillermo Chaparro  |
| 2002                      | Maxim Iglinskiy           | Branley Nuñez                   | Julio César Rangel  |
| 2003                      | Gregorio Ladino           | Juan Antonio Barrero            | Edilberto Suárez    |
| 2004                      | Maxim Iglinskiy           | Carlos Manuel Hernández Santana | Rafael Infantino    |
| 2005                      | Andréi Mizúrov            | Carlos José Ochoa               | Ismael Sánchez      |
| 2006                      | Richard Ochoa             | Chris Frederick                 | Jorge Luis Pérez    |
| 2007                      | Jairo Pérez               | Miguel Ubeto                    | Predrag Prokić      |
| 2008                      | Carlos José Ochoa         | Augusto Sánchez Beriguete       | Ismael Sánchez      |
| 2009                      | Luis Fernando Sepúlveda   | Wendy Cruz                      | Rafael German Merán |
| 2010                      | Augusto Sánchez Beriguete | Bruno Langlois                  | Arman Kamyshev      |
| 2011                      | Tomás Gil                 | Manuel Medina                   | Carlos José Ochoa   |
| 2012                      | Ismael Sánchez            | Róbigzon Oyola                  | Edward Beltrán      |
| 2013                      | Edwin Sánchez             | Óscar Pachón                    | Bruno Langlois      |
| 2014                      | Edwin Sánchez             | Rob Britton                     | Pedro Nelson Torres |
| 2015                      | Róbigzon Oyola            | Edwar Stiber Ortiz Caro         | Chris Butler        |
| 2016                      | Ismael Sánchez            | Diego Ochoa                     | Sergio Godoy        |
| 2017                      | Ismael Sánchez            | Adderlyn Cruz                   | Anderson Paredes    |
| 2018                      | Augusto Sánchez Beriguete | Diego Milán                     | Adderlyn Cruz       |
| 2019                      | Robinson Chalapud         | Óscar Sevilla                   | Cristhian Montoya   |
| 2020                      | Ismael Sánchez            | Clever Martínez                 | Colin Patterson     |
| 2021                      | Yurgen Ramírez            | Franklin Chacón                 | Geovanny García     |
| 2022                      | Ismael Sánchez            | Jorge Abreu                     | Marlon David Garzón |
| 2023                      | Luis Mora                 | José Castillo                   | Juan Sossa          |
| 2024                      | José Castillo             | Marlon David Garzón             | Luis Mora           |
| 2025                      | Óscar Sevilla             | Yesid Pira                      | Wilmar Paredes      |

Nota: En la edición 2011, el ciclista Marco Arriagada fue inicialmente tercero, pero en abril del mismo año fue suspendido por 4 años por violación a las reglas antidopaje al dar positivo por estanozolol en muestras tomadas tanto en la Vuelta Ciclista de Chile 2011 como en la Vuelta Independencia Nacional 2011 y así mismo, le fueron anulados los resultados obtenidos en ambas pruebas.

## Estadísticas

### Más victorias generales
| Ciclista        | Victorias | Años                         |
| --------------- | --------- | ---------------------------- |
| Ismael Sánchez  | 5         | 2012, 2016, 2017, 2020, 2022 |
| Antonio Agudelo | 2         | 1982, 1984                   |
| Marino García   | 2         | 1987, 1988                   |
| Maxim Iglinskiy | 2         | 2002, 2004                   |
| Edwin Sánchez   | 2         | 2013, 2014                   |
| Augusto Sánchez | 2         | 2010, 2018                   |

## Palmarés por países
| País                 | Victorias | 2.º lugar | 3.º lugar | Total |
| -------------------- | --------- | --------- | --------- | ----- |
| Venezuela            | 14        | 12        | 8         | 34    |
| Colombia             | 12        | 10        | 13        | 35    |
| República Dominicana | 9         | 9         | 12        | 30    |
| Kazajistán           | 3         | 0         | 1         | 4     |
| Alemania             | 2         | 2         | 2         | 6     |
| México               | 2         | 2         | 1         | 5     |
| Estados Unidos       | 1         | 2         | 3         | 6     |
| Cuba                 | 1         | 2         | 2         | 5     |
| España               | 1         | 1         | 0         | 2     |
| Chile                | 1         | 0         | 1         | 2     |
| Canadá               | 0         | 2         | 1         | 3     |
| Brasil               | 0         | 1         | 0         | 1     |
| Reino Unido          | 0         | 1         | 0         | 1     |
| Serbia               | 0         | 0         | 1         | 1     |
| Argentina            | 0         | 0         | 1         | 1     |
| Bandera de ?         | 0         | 1         | 1         | 2     |